# Алиев, Натик Кямал оглы
Натик Кямал Алиев (азерб. Natiq Əliyev; род. 10 августа 1958, Баку) — азербайджанский скульптор, педагог, профессор. Ректор Азербайджанской государственной академии художеств (с 2023). Член Союза художников СССР (с 1986), почётный член РАХ (2008). Народный художник Азербайджана (2005).

## Биография
Родился в 1958 году в Баку. В 1983 году с отличием окончил ЛВХПУ им. В. И. Мухиной (отделение архитектурно-декоративной пластики). Во время учёбы, 1980—1983 годы был ленинским стипендиатом. Руководители П. А. Якимович, В. Л. Рыбалко, А. Г. Дёма, Л. П. Калугина.
Профессор кафедры скульптуры Академии художеств Азербайджана, руководитель скульптурной мастерской, председатель художественного совета Академии художеств Азербайджана.
Ректор Азербайджанской государственной академии художеств (с 15 февраля 2023).
Лауреат Межгосударственной премии СНГ «Звёзды Содружества» за 2021 год.

## Памятники
- Памятник преподавателям и студентам Ленинградского санитарно-гигиенического института (им. Мечникова) погибшим в годы Великой Отечественной войны. (Архитектор Я. Н. Лукин. Ленинград 1985)
- Памятник азербайджанскому поэту А. Вахиду (в соавторстве Г. Рагибом) (Баку, 1990)
- Памятник Гейдару Алиеву (Киев, 2004)
- Памятник румынскому композитору Джордже Енеску (Баку, 2006)
- Памятник Гейдару Алиеву (Тбилиси, 2007)
- Бюст-памятник Тур Хейердалу (Шеки)
- Памятник азербайджанскому поэту Бахтияру Вахабзаде (Шеки, 2010)
- Памятник Гейдару Алиеву (Астрахань, 2010)
- Памятник Зивер-беку Ахмедбекову (Баку, 2011)
- Памятник В. А. Моцарту (Баку, 2011)
- Памятник сербскому писателю Милораду Павичу (Белград, 2011)
- Памятник Гейдару Алиеву (Белград, 2011)
- Памятник Узеиру Гаджибекову (Сербия, г. Нови-Сад, 2011)
- Памятник жертвам Ходжалы (Сараево, 2012)
- Памятник жертвам Ходжалы (Мехико, 2012)
- Памятник азербайджанскому поэту Гусейну Джавиду (Подгорице, 2013)
- Памятник князю Владимиру (Астрахань, 2013)
- Памятник жертвам Ходжалы (Анкара, 2013)
- Памятник дружбы «Баку-Астрахань» (2013)
- Памятник жертвам Ходжалы (Турция, Кызылджа Хамам, 2014)

## Мемориальные доски
- Мамеду Саиду Ордубади (1987)
- Абдулле Шаигу (1988)
- Хуршудбану Натаван (1989)
- Джалилу Мамедкулизаде (1992)
- генерал-лейтенанту Гусейну Расулбекову (1993)
- Афияддину Джалилову (1994)
- академику Лятифу Иманову (1995)
- Шовкет Алекперовой (1996)
- Ильясу Эфендиеву (1997)
- Мирварид Дильбази (2004),
- Али Тудэ (2005)
- Джабиру Новрузу (2006)
- государственному деятелю Насрулле Насруллаеву (2006)
- Зейналу Джаббарзаде (2007)

## Награды
- Академик Российской академии художеств (2008, Россия)[3]
- Медаль «Достойному» (2008, Россия, Российская академия художеств)[3]
- Почётная грамота Российской академии художеств (2008, Россия)[3]